# 康提·库伦
康提·库伦（Countee Cullen，原名康提·勒罗伊·波特 ；1903年5月30日—1946年1月9日）是一位美国诗人、小说家、儿童作家和剧作家，在哈莱姆文艺复兴时期尤为知名。

## 生平

### 童年
康提·勒罗伊·波特（Countee LeRoy Porter）生于1903年5月30日，他的母亲是伊丽莎白·托马斯·卢卡斯。由于他早年的记录缺失，历史学家难以确定他的出生地。马里兰州的巴尔的摩，纽约市，和肯塔基州的路易斯维尔都被认为是可能的出生地。尽管库伦声称他出生在纽约市，但他在法律申请中经常将肯塔基州的路易斯维尔作为他的出生地。当库伦九岁时，阿曼达·波特（据信是他的祖母）将他带到哈林区，并照顾他直到她在1917年去世。  

### 德威特克林顿高中
库伦进入了位于地狱厨房的德维特·克林顿高中。 他在学校里表现出色，并开始写诗，随后他赢得了全市的诗歌比赛。 在德维特，他被选入荣誉社会，成为周报的编辑，并被选为他的毕业班的副主席。  1922 年 1 月，他以优异的成绩从拉丁语、希腊语、数学和法语专业毕业。 

### 纽约大学、哈佛大学和早期出版物
"Yet Do I Marvel"

I doubt not God is good, well-meaning, kind, 

And did He stoop to quibble could tell why 

The little buried mole continues blind, 

Why flesh that mirrors Him must someday die, 

Make plain the reason tortured Tantalus 

Is baited by the fickle fruit, declare 

If merely brute caprice dooms Sisyphus 

To struggle up a never-ending stair. 

Inscrutable His ways are, and immune 

To catechism by a mind too strewn 

With petty cares to slightly understand 

What awful brain compels His awful hand. 

Yet do I marvel at this curious thing: 

To make a poet black, and bid him sing! 
高中毕业后，随后就读于纽约大学(NYU)。  1923 年，卡伦的诗集《棕色女孩的歌谣》在美国诗歌协会主办的威特拜恩全国大学生诗歌比赛中获得二等奖。 

## 哈莱姆文艺复兴

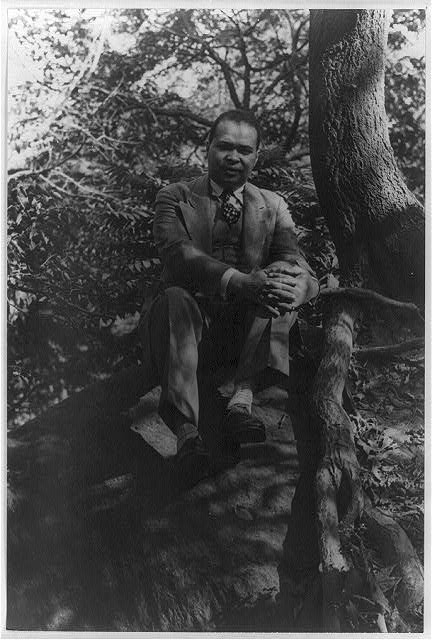
康提·库伦， 卡尔·范·韦克腾摄，1941 年

哈莱姆文艺复兴运动中心位于纽约市的哈林，这个多元化的社区吸引了全国各地的有才华的移民。在20世纪20年代，一代新的非裔美国作家出现，尽管少数人是哈林出生的。其他重要人物包括阿兰·洛克（《新黑人》1925），詹姆斯·韦尔登·约翰逊（《黑色曼哈顿》1930），克劳德·麦凯（《回到哈林》1928），兰斯顿·休斯（《疲倦的蓝调》1926），索拉·尼尔·赫斯顿（《乔纳的葫芦藤》1934），华莱士·瑟曼（《哈林：黑人生活的肥皂剧》1929），让·图默（《甘蔗》1923）和阿尔纳·邦特普斯（《黑色雷声》1935）。作家们得益于新的补助金和奖学金，并得到了卡尔·范·韦赫顿等成名的白人作家的支持。
哈莱姆文艺复兴受到了一种名为"Negritude"（黑人精神）的运动的影响，它代表了“发现黑人价值和黑人对自己情况的认识”。库伦将黑人精神视为一种种族意识和黑人现代主义的觉醒，这种觉醒流入了哈林。库伦的诗歌"Heritage"和"Dark Tower"反映了黑人精神运动的思想。这些诗歌检查了非洲的根源，并将它们与非裔美国人生活的新方面交织在一起。
库伦的作品与哈林社区以及杜克·艾灵顿，诗人和剧作家兰斯顿·休斯等哈林文艺复兴的重要人物交汇。艾灵顿赞赏库伦面对压迫历史并塑造“在恐怖的逆境中取得的伟大成就”的新声音。 库伦与另外两位著名作家，休斯和阿兰·洛克保持了亲密的友谊。然而，休斯间接批评了库伦和其他哈林文艺复兴的作家，他们对“精神上逃离[自己的]种族”的“渴望”。 休斯谴责了“将种族个性倾注入美国标准化模式，并尽可能少的黑人和尽可能多的美国人的渴望”。 尽管休斯批评了库伦，但他仍然欣赏他的作品，并注意到他的写作的重要性。

## 主要作品

### 色彩
《色彩》是康提·库伦首次出版的书，而色彩“在每个意义上都是其主导特性”。 库伦讨论了关于种族和人们从母国远离自己的遗产以及遗产如何丧失的重大话题。据说他的诗歌分为几种类别：那些没有提到颜色的诗。其次，围绕非裔美国人意识的诗以及在美国这样的日子里成为“黑人”的残酷。 通过库伦的写作，读者可以看到他自己对他的内心工作的主观性以及他如何看待黑人的灵魂和思想。他在写作中讨论了非裔美国人的心理，并增加了一种额外的维度，迫使读者看到美国过去的残酷现实。《遗产》是库伦在此书中发表的最知名的诗歌之一。尽管它发表在《色彩》中，但它最初是在1925年3月1日的《调查》中出现的。康特·库伦在非洲裔美国艺术家梦想非洲的时期写了《遗产》。在哈林文艺复兴期间，库伦，休斯和其他诗人正在用他们的创作能量试图将非洲融入他们非洲裔美国人的生活叙事中。在《遗产》中，库伦纠结于奴隶制度创造的他的非洲文化和历史的分离。对于库伦来说，非洲不是他有个人知识的地方。他通过其他人的描述知道它，这些描述代代相传。 非洲是一个遗产的地方。在整首诗中，他为他的祖先在离开被“从非洲撕裂”的时候文化转变和宗教转变的代价而挣扎。 

### 黑基督
《黑色基督》是在库伦事业的鼎盛时期1929年出版的一本诗集。诗歌探讨了非裔美国人之间的信仰与正义的关系。在一些诗中，库伦将基督在十字架上的受苦和非洲裔美国人的苦难等同起来。 这本诗集捕捉到了库伦的种族自豪感和对宗教的怀疑的理想化美学。  《黑色基督》也仔细研究了20世纪20年代美国的种族暴力。 到库伦出版这本诗歌书的时候，兰斯顿·休斯，克劳德·麦凯，和让·图默等其他非裔美国作家已经普遍接受了黑色救世主的概念。 

### 铜太阳
《铜太阳》是1927年在纽约出版的一本诗集。诗集考察了爱的感觉，特别是白人和黑人之间的爱或团结。在一些诗中，爱是不祥的，导致死亡。然而，总的来说，爱不仅延伸到人们，也延伸到自然元素，如植物，树木等。许多诗也将爱的概念与基督教背景联系起来。然而，库伦也被吸引到既有异教徒又有基督教的东西。在他的一首诗《有一天我们玩了一个游戏》中，出现了爱的主题。演讲者叫喊：“'初恋！初恋！'我催促”。(这首诗将爱描绘成生活中的必需品，它是生活的基石或建立家庭的基础。)同样，在《爱的方式》中，库伦的诗描绘了一种分享和统一世界的爱。这首诗暗示，“爱不是要求一切，自己/不留下任何东西；爱是更高尚的礼貌方式”。在诗中，演讲者坚称“爱在结束时改正”。爱修复自己，重新生长，治愈。 

## 作为编辑
- 颂歌黄昏：二十年代黑人诗人的诗歌选集：黑人诗歌选集。纽约：Harper & Brothers，1927 年。

## 也可以看看
- 非裔美国人文学
- 哈莱姆文艺复兴

## 延伸阅读
- Huggins, Nathan. . New York: Oxford University Press. 2007. ISBN 978-0-19-506336-3.
- Molesworth, Charles. . Chicago; London: University of Chicago Press. 2012. ISBN 978-0-226-53364-3.
- Perry, Margaret. . Westport, CT: Greenwood Publishing Corporation. 1971. ISBN 978-0-8371-3325-6.
- Shucard, Alan R. . Boston: Twayne Publishers. 1984. ISBN 978-0-8057-7411-5.